# Mademoiselle Fifi (film)
Mademoiselle Fifi is een Amerikaanse dramafilm uit 1944 onder regie van Robert Wise, gebaseerd op de gelijknamige novelle van Guy de Maupassant.

## Verhaal
Een Frans wasmeisje reist mee in een rijtuig tijdens de Frans-Duitse Oorlog. Haar medepassagiers behoren tot een hogere sociale klasse en ze kijken op haar neer. Wanneer het rijtuig door een Pruisische officier wordt tegengehouden, verdwijnen die klasseverschillen op slag. 

## Rolverdeling
| Acteur            | Personage                   |
| ----------------- | --------------------------- |
| Simone Simon      | Elisabeth Rousset           |
| John Emery        | Jean Cornudet               |
| Kurt Kreuger      | Lt. von Eyrick              |
| Alan Napier       | Graaf de Breville           |
| Helen Freeman     | Gravin de Breville          |
| Jason Robards sr. | Groothandelaar in wijn      |
| Norma Varden      | Vrouw van de groothandelaar |
| Romaine Callender | Fabrikant                   |
| Fay Helm          | Vrouw van de fabrikant      |
| Edmund Glover     | Jonge priester              |
| Charles Waldron   | Pastoor van Cleresville     |